# Candelabridae
Candelabridae is een familie van neteldieren uit de klasse van de Hydrozoa (hydroïdpoliepen). 

## Geslachten
- Candelabrum de Blainville, 1830
- Fabulosus Stepanjants, Sheiko & Napara, 1990
- Monocoryne Broch, 1910